# Alter Friedhof Aleksotas

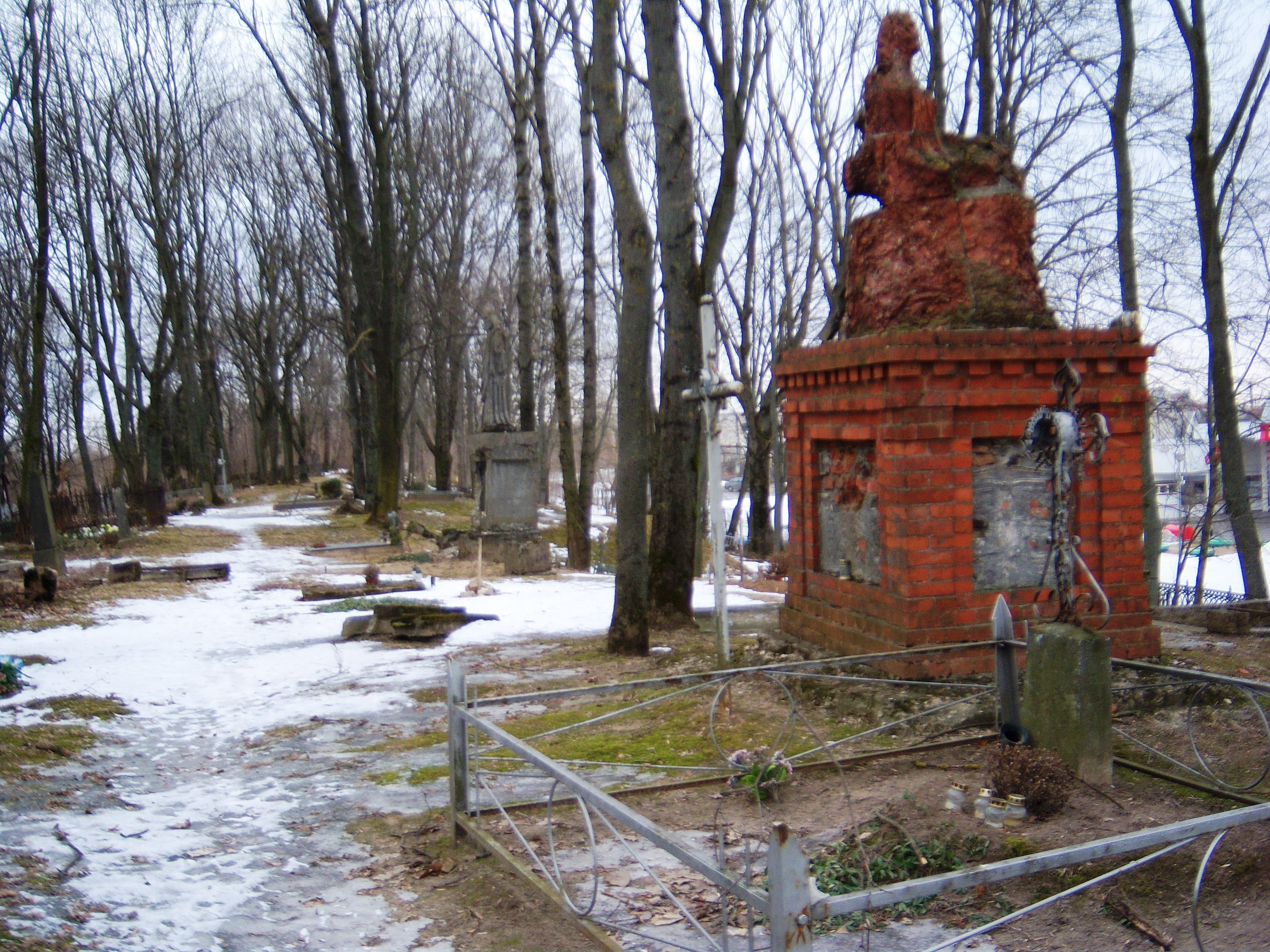
Alter Friedhof Aleksotas

Der Alte Friedhof Aleksotas (lit. Aleksoto senosios kapinės) an der Veiverių-Str., am Markt Aleksotas, Flugplatz Aleksotas ist ein Friedhof in Aleksotas, Kaunas (Litauen). Er wurde 1880 errichtet und bis 1970 betrieben. Er ist ein Kulturdenkmal.

## Quelle
1. ↑  http://www.kaunas.lt/index.php?2152546219 Kapinių teritorijose esantis turtas perduotas įmonei „Kapinių priežiūra“